# Triangle d'automne

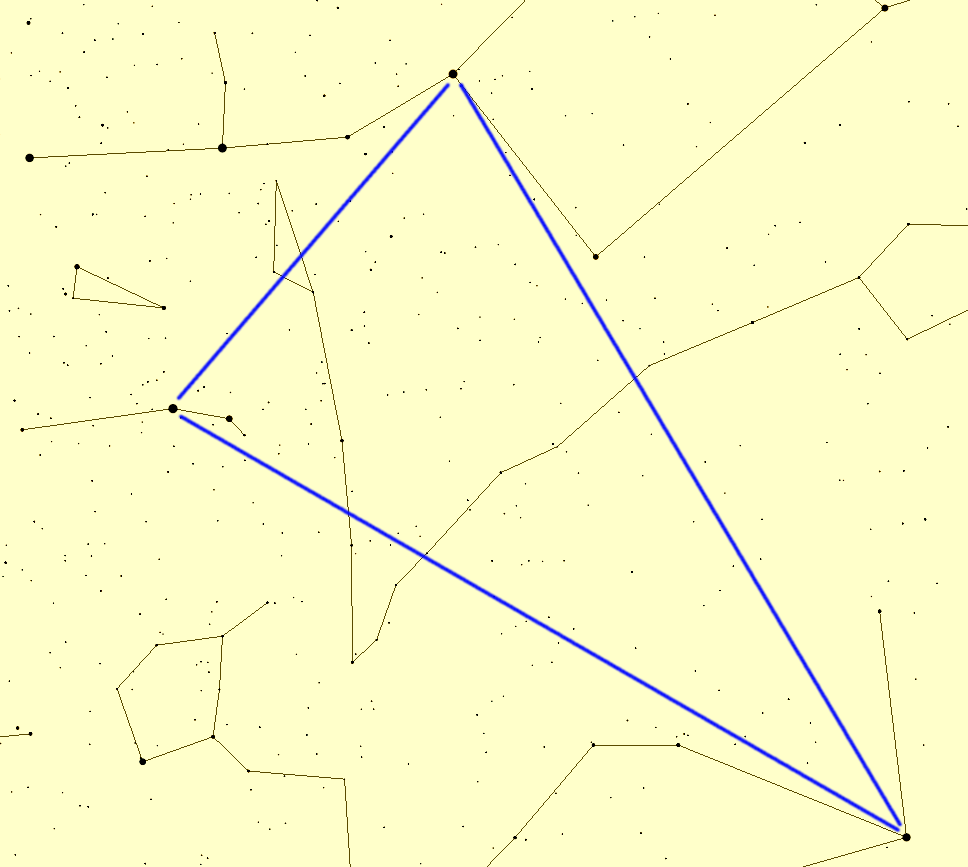
Le triangle d'automne : Hamal à gauche, Alphératz en haut, Diphda en bas à droite.

Le Triangle d'automne (appelé également Triangle des nuits d'automne) est un astérisme à cheval sur l'équateur céleste, formé par 3 étoiles relativement brillantes visibles dans l'hémisphère nord pendant les nuits d’automne.
Ces 3 étoiles, toutes de magnitude très voisine de 2, sont :
- Hamal (α Arietis) de la constellation du Bélier (Aries, Ari)
- Diphda (β Ceti) de la constellation de la Baleine (Cetus, Cet)
- Alphératz (α Andromedae) de la constellation d'Andromède (Andromeda, And), l'un des quatre sommets du Grand carré de Pégase.

L'intérieur du triangle est occupé par la constellation des Poissons (Pisces, Psc). Le triangle permet de repérer aisément le Bélier et la Baleine.
Le Triangle d'automne est nettement moins marqué que les Triangles des 3 autres saisons, toutes ses étoiles étant de magnitude 2. Il est néanmoins bien visible car Diphda occupe une zone dépourvue d'étoiles brillantes (excepté pendant les maxima de Mira) et Alphératz est l'étoile la plus brillante du Grand Carré de Pégase.